# Paul Wade
Paul Wade (ur. 20 marca 1962 w Cheshire) – australijski piłkarz pochodzenia angielskiego występujący na pozycji pomocnika.

## Kariera klubowa
Wade urodził się w Anglii, ale w wieku 11 lat wyemigrował z rodziną do Australii. Karierę rozpoczynał tam w 1981 roku w zespole Croydon City Arrows. Następnie grał w Green Gully, a w 1985 roku przeszedł do Brunswick Juventus, z którym w tym samym roku zdobył mistrzostwo NSL. W 1987 roku odszedł do South Melbourne FC. W 1988 roku został wybrany Piłkarzem Roku NSL. W 1990 roku wywalczył z zespołem Puchar NSL, a w 1991 roku mistrzostwo NSL. W 1995 roku Wade otrzymał odznaczenie Order of Australia. W tym samym roku zakończył grę dla South Melbourne.
Następnie występował w drużynach Heidelberg United oraz Canberra Cosmos, gdzie w 1997 roku zakończył karierę.

## Kariera reprezentacyjna
W reprezentacji Australii Wade zadebiutował w 1986 roku. W 1988 roku znalazł się w kadrze na Letnie Igrzyska Olimpijskie, które Australia zakończyła na ćwierćfinale. W 1996 roku zdobył z drużyną Australii Puchar Narodów Oceanii. W latach 1986–1996 w drużynie narodowej rozegrał łącznie 84 spotkania i zdobył 10 bramek.